# Halothamnus bamianicus
Halothamnus bamianicus är en amarantväxtart som först beskrevs av Alexander Gilli, och fick sitt nu gällande namn av Viktor Petrovitj Botjantsev. Halothamnus bamianicus ingår i släktet Halothamnus och familjen amarantväxter. Utöver nominatformen finns också underarten H. b. hispidulus.